# Travians
TraviaThan es la semilla de un videojuego de rol en tiempo real de navegador desarrollado por ArkesGame, Maniathan y Sanleviathan, lanzado el 10/10/2018. Funciona utilizando  framework. El juego es gratuito y se juega en un entorno web por lo que únicamente se requiere un navegador.
Traviathan nace a partir de la fusión entre una corporación multimillonaria y "ArkesGame y CIA".

## Razas
Existen los "romanos", los "germanos" y los "galos" *http://www.travians.com/img/ani/germane_dishes_b.gif (enlace roto disponible en Internet Archive; véase el historial, la primera versión y la última).
Cada raza tiene su espacio en el mapa.
- https://web.archive.org/web/20101130232526/http://travians.com/img/ani/roemer_stand.gif ROMANOS
- https://web.archive.org/web/20101130232353/http://travians.com/img/ani/gallier_stand.gif GALOS
- https://web.archive.org/web/20101130232455/http://travians.com/img/ani/germane_stand.gif GERMANOS